# Jon Ireland
Jon Ireland, né le 26 septembre 1967 à Sydney, est un ancien joueur de tennis professionnel australien.
Il a remporté un titre ATP en double à Florence en 1994.

## Palmarès

### Titre en double messieurs
| No | Date       | Nom et lieu du tournoi                          | Catégorie    | Dotation  | Surface      | Partenaire   | Finalistes                  | Score    |  |
| -- | ---------- | ----------------------------------------------- | ------------ | --------- | ------------ | ------------ | --------------------------- | -------- |  |
| 1  | 06-06-1994 | Torneo Internazionale Citta di Firenze Florence | World Series | 288 750 $ | Terre (ext.) | Kenny Thorne | Neil Broad Greg Van Emburgh | 7-6, 6-3 |  |

### Finales en double messieurs
| No | Date       | Nom et lieu du tournoi         | Catégorie    | Dotation  | Surface      | Vainqueurs                        | Partenaire       | Score    |  |
| -- | ---------- | ------------------------------ | ------------ | --------- | ------------ | --------------------------------- | ---------------- | -------- |  |
| 1  | 10-08-1992 | Škoda Czechoslovak Open Prague | World Series | 320 000 $ | Terre (ext.) | Karel Nováček Branislav Stankovič | Jonas Björkman   | 7-5, 6-1 |  |
| 2  | 10-07-1995 | Swedish Open Båstad            | World Series | 303 000 $ | Terre (ext.) | Jan Apell Jonas Björkman          | Andrew Kratzmann | 6-3, 6-0 |  |

## Parcours dans les tournois duGrand Chelem

### En double
| Année | Open d'Australie            | Open d'Australie     | Internationaux de France   | Internationaux de France   | Wimbledon                 | Wimbledon               | US Open                  | US Open              |
| ----- | --------------------------- | -------------------- | -------------------------- | -------------------------- | ------------------------- | ----------------------- | ------------------------ | -------------------- |
| 1995  | 2e tour (1/16) L. Pimek     | R. Bergh B. Talbot   | 2e tour (1/16) M. Bauer    | I. Kafelnikov A. Olhovskiy | 2e tour (1/16) M. Bauer   | J. Eltingh P. Haarhuis  | 1er tour (1/32) V. Flégl | M. Knowles D. Nestor |
| 1996  | 1er tour (1/32) R. Fromberg | R. Leach S. Melville | 1er tour (1/32) D. Nargiso | L. Manta P. Vízner         | 1er tour (1/32) M. Huning | J. A. Conde À. Corretja | —                        | —                    |
| 1997  | 2e tour (1/16) W. Arthurs   | L. Lobo J. Sánchez   | —                          | —                          | —                         | —                       | —                        | —                    |

N.B. : le nom du ou de la partenaire se trouve sous le résultat ; le nom des ultimes adversaires se trouve à droite.